# Forever Delayed
Forever Delayed är ett samlingsalbum av Manic Street Preachers, utgivet i oktober 2002.

## Låtlista
1. "A Design for Life" - 4:21
2. "Motorcycle Emptiness" - 5:06
3. "If You Tolerate This Your Children Will Be Next" - 4:51
4. "La Tristesse Durera (Scream to a Sigh)" - 4:07
5. "There by the Grace of God" - 3:48
6. "You Love Us" - 3:15
7. "Australia" - 3:42
8. "You Stole the Sun from My Heart" - 4:22
9. "Kevin Carter" - 3:25
10. "Tsunami" - 3:49
11. "The Masses Against the Classes" - 3:23
12. "From Despair to Where" - 3:21
13. "Door to the River" - 4:41
14. "Everything Must Go" - 3:07
15. "Faster" - 3:54
16. "Little Baby Nothing" - 4:12
17. "Suicide Is Painless" - 3:29
18. "So Why So Sad" - 3:46
19. "The Everlasting" - 4:07
20. "Motown Junk" - 3:59

### Limited Edition CD2 (Remixes)
1. "La Tristesse Durera (Scream to a Sigh)" (The Chemical Brothers Remix) - 6:31
2. "If You Tolerate This Your Children Will Be Next" (David Holmes Remix) - 9:59
3. "Tsunami" (Cornelius Remix) - 4:07
4. "So Why So Sad" (Avalanches Remix) - 4:58
5. "Faster" (The Chemical Brothers Remix) - 5:45
6. "If You Tolerate This Your Children Will Be Next" (Massive Attack Remix) - 4:55
7. "Kevin Carter" (John Carter Remix) - 7:43
8. "You Stole the Sun from My Heart" (David Holmes Remix) - 5:11
9. "Tsunami" (Stereolab Remix) - 6:44
10. "Let Robeson Sing" (Ian Brown Remix) - 5:01
11. "The Everlasting" (Stealth Sonic Orchestra Remix) - 5:13
12. "You Stole the Sun from My Heart" (Mogwai Remix) - 6:14
13. "A Design for Life" (Stealth Sonic Orchestra Remix) - 4:50